# Nepvant
Nepvant is een gemeente in het Franse departement Meuse (regio Grand Est) en telt 59 inwoners (2009). De plaats maakt deel uit van het arrondissement Verdun.

## Geografie
De oppervlakte van Nepvant bedraagt 5,3 km², de bevolkingsdichtheid is dus 11,1 inwoners per km².
Het plaatsje ligt aan de Chiers.
De onderstaande kaart toont de ligging van Nepvant met de belangrijkste infrastructuur en aangrenzende gemeenten.

## Demografie
Onderstaande figuur toont het verloop van het inwonertal (bron: INSEE-tellingen).